# Chemistry (álbum de Girls Aloud)
Chemistry é o terceiro álbum de estúdio do grupo pop britânico Girls Aloud. Foi lançado pela gravadora Polydor Records em 5 de dezembro de 2005 no Reino Unido. O álbum foi produzido pela equipe de Brian Higgins e Xenomania.

## Informações
Após a sua estreia, Chemistry teve uma recepção positiva da crítica, com as publicações "The Guardin", "New Music Express" e "Top Of The Pops" o incluindo na lista dos melhores álbuns de 2005. De toda forma, o álbum foi o único lançamento do grupo que não alcançou o Top 10 no UK Albums Chart, a parada de álbuns do Reino Unido, mesmo vendendo muito bem nas primeiras semanas e recebendo a certificação de platina.
O álbum também foi lançado na Austrália e Nova Zelândia, em 20 de fevereiro de 2006, mas não conseguiu gerar muito interesse. Há ainda uma versão especial do álbum, lançada no Natal, com uma capa diferente, e um CD bônus, além do CD normal, com oito faixas com temas natalinos.
O grande trunfo do álbum é a sonoridade mais madura e as letras irônicas que são visíveis nas músicas "Models", "Watch Me Go" e "Swinging London Town". "Biology", o single-chefe do álbum, foi considerado o single pop da década pelo "The Observer".
| Críticas profissionais                                                      | Críticas profissionais |
| Avaliações da crítica                                                       | Avaliações da crítica  |
| Fonte                                                                       | Avaliação              |
| --------------------------------------------------------------------------- | ---------------------- |
| allmusic                                                                    | [ 1 ]                  |
| BBC Music                                                                   | (sem nota)             |
| Pop Justice                                                                 | (sem nota)             |
| Stylus Magazine                                                             | (A-)                   |
| Virgin Media                                                                | [ 5 ]                  |
| Esta tabela precisa de ser acompanhada por texto em prosa. Consulte o guia. |                        |

## Faixas
Os nomes dos escritores e/ou produtores das músicas aparecem em parênteses.

### Edição Normal (Reino Unido)
Lançada em 5 de Dezembro de 2005
1. "Intro" (Xenomania) - 0:42
2. "Models" (M. Cooper, B. Higgins, T. Powell, N. Coler, L. Cowling, M. Boyle) - 3:28
3. "Biology" (M. Cooper, B. Higgins, L. Cowling, T. Powell, G. Sommerville) - 3:35
4. "Wild Horses" (M. Cooper, B. Higgins, N. Coler, L. Cowling, S. Lee, M. Boyle) - 3:23
5. "See the Day" (Dee C. Lee) - 4:04
6. "Watch Me Go" (M. Cooper, B. Higgins, T. Powell, J. Chasez, S. Lee, L. Cowling) - 4:05
7. "Waiting" (M. Cooper, B. Higgins, T. "Rolf" Larcombe, L. Cowling, S. Lee, P. Woods) - 4:13
8. "Whole Lotta History" (M. Cooper, B. Higgins, T. 'Rolf' Larcombe, L. Cowling, G. Sommerville, Xenomania) - 3:47
9. "Long Hot Summer" (M. Cooper, B. Higgins, T. "Rolf" Larcombe, S. Lee, G. Sommerville, M. Boyle) - 3:52
10. "Swinging London Town" (M. Cooper, B. Higgins, M. Gray, T. Powell) - 4:02
11. "It's Magic" (N. Roberts, M. Cooper, B. Higgins, T. Powell) - 3:52
12. "No Regrets" (M. Cooper, B. Higgins, M. Gray) - 3:21
13. "Racy Lacey" (M. Cooper, B. Higgins, M. Gray) - 3:06

### Edição Especial de Natal Limitada
Lançada em 5 de Dezembro de 2005
1. "I Wish It Could Be Christmas Everyday" (R. Wood) - 3:59
2. "I Wanna Kiss You So (Christmas In A Nutshell)" (H. Bush, S. Claws, H. Mistletoe, B. Lehem, F. Gifts) - 3:38
3. "Jingle Bell Rock" (J.C. Beal, J.R. Boothe) - 1:57
4. "Not Tonight Santa" (H. Bush, S. Claws, H. Mistletoe, B. Lehem, F. Gifts) - 2:44
5. "White Christmas" (I. Berlin) - 2:57
6. "Count The Days" (H. Bush, S. Claws, H. Mistletoe, B. Lehem, Y. Yogg) - 3:56
7. "Christmas Round At Ours" (H. Bush, S. Claws, H. Mistletoe, B. Lehem, Y. Yogg) - 3:06
8. "Merry Xmas Everybody" (Holder, Lea) - 3:48

### Edição Normal (Austrália e Nova Zelândia)
Lançada em 20 de Fevereiro de 2006.
1. "Intro" (Xenomania) - 0:42
2. "Models" (M. Cooper, B. Higgins, T. Powell, N. Coler, L. Cowling, M. Boyle) - 3:28
3. "Biology" (M. Cooper, B. Higgins, L. Cowling, T. Powell, G. Sommerville) - 3:35
4. "Wild Horses" (M. Cooper, B. Higgins, N. Coler, L. Cowling, S. Lee, M. Boyle) - 3:23
5. "See the Day" (Dee C. Lee) - 4:04
6. "The Show" (M. Cooper, B. Higgins, L. Cowling, J. Shave, Xenomania) - 3:36
7. "Watch Me Go" (M. Cooper, B. Higgins, T. Powell, J. Chasez, S. Lee, L. Cowling) - 4:05
8. "Waiting" (M. Cooper, B. Higgins, T. "Rolf" Larcombe, L. Cowling, S. Lee, P. Woods) - 4:13
9. "Whole Lotta History" (M. Cooper, B. Higgins, T. 'Rolf' Larcombe, L. Cowling, G. Sommerville, Xenomania) - 3:47
10. "Long Hot Summer" (M. Cooper, B. Higgins, T. "Rolf" Larcombe, S. Lee, G. Sommerville, M. Boyle) - 3:52
11. "Swinging London Town" (M. Cooper, B. Higgins, M. Gray, T. Powell) - 4:02
12. "It's Magic" (N. Roberts, M. Cooper, B. Higgins, T. Powell) - 3:52
13. "I'll Stand by You" (T. Kelly, C. Hynde, B. Steinberg) - 3:43

## Singles

### Long Hot Summer
"Long Hot Summer" foi o single de estreia do álbum, uma típica música de verão. No entanto, não conseguiu igualar o sucesso dos singles anteriores do grupo, atingindo o sétimo lugar no UK Singles Chart, permanecendo 4 semanas no Top 40. Na Irlanda, o single alcançou a décima sexta colocação.
O vídeo da música se passa em uma oficina chamada "GA Auto", com as garotas vestindo macacões no início, e mais tarde devido ao calor, assim como sugere o título da música, elas tiram os macacões e aparecem com roupas sensuais.

### Biology
O segundo single lançado foi "Biology", que alcançou o quarto lugar no Reino Unido, passando oito semanas no Top 40, tornando-se o single mais importante do álbum. Na Irlanda, o single alcançou o sétimo lugar.
O jornal The Guardian, descreveu "Biology" como "a melhor música pop da última década". O single recebeu as melhores críticas entre todos os singles já lançados pelo grupo até então, por sua sonoridade única e sua estrutura diferenciada. Em setembro de 2006, o single ganhou o prêmio "Popjustice £ 20 Music Prize" - vencendo canções como "Supermassive Black Hole", do Muse e "Push the Button" das Sugababes.
O vídeo de "Biology" consiste nas garotas cantando a música em três cenários diferentes: um de fundo preto com um piano, com elas vestindo vestidos pretos, outro de fundo branco, com as garotas de vestidos cor-de-rosa e roxos, com borboletas voando em volta delas, e um último de fundo rosa, com elas vestindo roupas pretas e vermelhas.

### See the Day
A regravação do grupo para a música "See the Day" foi adiantada para concorrer no UK Singles Chart na semana do Natal, a mais importante do ano, poucas semanas após o lançamento do single anterior. Alcançou o nono lugar nas paradas do Reino Unido e o décimo quarto na Irlanda.
Em 16 de junho de 2006 as Girls Aloud ganharam o prêmio "Heart Award" por "See the Day", durante o "O2 Silver Clef Lunch", uma cerimônia anual de entrega de prêmios. Nicola Roberts e Kimberley Walsh, integrantes da banda, compareceram à cerimônia.
O vídeo de "See the Day" mostra as meninas dentro de um globo de vidro. Elas cantam sentadas na neve, à beira de uma pequena lagoa. No refrão, algumas palavras aparecem escritas pelas estrelas no céu.

### Whole Lotta History
O single final de Chemistry foi "Whole Lotta History", que recebeu comentários positivos da crítica. A canção chegou ao sexto lugar no UK Singles Chart, mas só permaneceu cinco semanas no Top 75. Na Irlanda, a canção chegou à décima oitava posição, sua pior colocação lá até hoje.
O vídeo para a música foi filmado em Paris, na França. Ele mostra cada garota em um ambiente diferente, com cenas com todas juntas em uma sala com poltronas.

## Desempenho nas paradas e certificações
Chemistry estreou em décimo primeiro lugar no UK Albums Chart, mas sete semanas depois, já havia saído do Top 75. Desde então passou dez semanas não consecutivas na parada, conseguindo receber a certificação de platina no Reino Unido. Na Irlanda, o álbum estreou em trigésimo quarto lugar, chegando ao pico de trigésimo primeiro lugar quatro semanas mais tarde.

### Posição nas paradas
| Parada (2005)                               | Posição | Certificação    |
| ------------------------------------------- | ------- | --------------- |
| UK Albums Chart                             | 11      | 380,000 Platina |
| Ireland Albums Chart                        | 31      | Platina         |
| Reino Unido - Parada de final de ano (2005) | 74      |                 |
| Europe Albums Chart                         | 14      |                 |
| United World Chart                          | 71      |                 |